# Geovanny Vicente Romero
Geovanny Vicente-Romero (Padre Las Casas, Azua, República Dominicana, 21 de agosto de 1986) es un estratega político, abogado, politólogo, profesor y columnista de periódicos en diferentes países. Es profesor asociado de la Universidad de Columbia donde enseña comunicación estratégica. Como estratega político escribe para CNN e Infobae.

## Biografía
Geovanny Antonio Vicente Romero nació en la ciudad de Padre Las Casas (República Dominicana), en la provincia Azua de Compostela, en una familia de abogados. Hijo de Marino Vicente Rosado, un magistrado del Poder Judicial de República Dominicana y Digna Romero Céspedes, una jurista que ejerce como abogada de un tribunal colegiado del Distrito Nacional. Geovanny pasó su infancia y años universitarios en la República Dominicana, combinando esto con estudios en España, hasta que emigró a los Estados Unidos.

## Estudios
Es egresado de la carrera de derecho y Ciencias Políticas de la Universidad Autónoma de Santo Domingo (UASD). Ganó una beca por mérito académico del gobierno dominicano para realizar un máster en derecho en la Universidad de Murcia, España. A su regreso de Europa, luego de ganar un concurso público de oposición en el 2012 para trabajar en el Ministerio de Administración Pública (MAP), ingresó al Instituto Nacional de Administración Pública (INAP) donde obtuvo certificación como analista de función pública. En el 2013, luego de agotar un proceso de formación docente, ganó un concurso para ser profesor de la Escuela Nacional de la Judicatura (ENJ), en las materias de derecho administrativo y criminología.
En 2019, egresó del máster en Comunicación Política y Gobernanza Estratégica de la George Washington University (GWU), en la capital de los Estados Unidos. Como un reconocimiento por su trabajo en la comunidad de Carlos Rosario School en la ciudad de Washington D. C., Geovanny Vicente recibió la beca Robert E. Lesher que otorga Carlos Rosario School a los estudiantes meritorios más responsables y comprometidos. El 13 de agosto de 2018, en un acto celebrado en el Palacio Nacional de la República Dominicana con motivo al Día Internacional de la Juventud, ganó una beca a través del Ministerio de la Juventud para estudiar una maestría en Técnicas Modernas de Dirección en la Administración Pública, un programa que contó con el apoyo de la Universidad de Cádiz, España, finalizado en 2019. En 2020 inició su trabajo de investigación para el PhD en Ciencia Política y Administración Pública de la Universidad de Murcia.

## Carrera profesional
Inició su carrera profesional como columnista llegando a escribir en diversos medios de comunicación (prensa escrita), entre los cuales se pueden mencionar CNN y el Washington Examiner. Como comentarista en temas políticos ha aparecido en medios tales como CNN, The Washington Post, Newsweek, HuffPost, The Jerusalem Post, BBC, Le Monde Diplomatique, Teleprensa, Caracol Radio (Miami), Mundo Hispánico, entre otros. Geovanny tiene su columna regular en CNN, Infobae, PanAm Post, El Nuevo Día, El Diario La Prensa, La Opinión y La Prensa Gráfica.
En su labor de escritor ha colaborado organizaciones internacionales tales como el Banco Interamericano de Desarrollo (BID), el Sistema de la Integración Centroamericana, entre otras. Algunos de sus escritos también se pueden encontrar en El Universal (México), El Día (Rep. Dom.) y El Nuevo Diario (Nicaragua).
En el área de educación ha laborado como profesor de derecho en la Universidad Central del Este (UCE), actividad que compaginaba con sus charlas sobre ética de los servidores públicos, dictadas en las tres regiones del país, algunas de ellas en el Instituto Nacional de Administración Pública (INAP). Igualmente, ha colaborado como profesor jurado de tesis para el programa de maestría en Alta Dirección Pública Estratégica del Instituto Global de Altos Estudios en Ciencias Sociales (IGLOBAL). Además, ha sido profesor en Carlos International Public Charter School y The Global Language Network.
Como consultor, ha trabajado para instituciones como la Organización Panamericana de la Salud (OPS) y el Instituto Interamericano de Justicia y Sostenibilidad (IIJS) con sede en Washington. Fue Analista de Función Pública para el Ministerio de Administración Pública de la República Dominicana (MAP) y Director Interino de Carrera Administrativa en este ministerio.  Vicente Romero es el fundador del Centro de Políticas Públicas, Desarrollo y Liderazgo de la República Dominicana (CPDL-RD).

## Democracia y elecciones
Geovanny ha trabajado en asociación con la Universidad de Nueva York (NYU) a través de la serie DC Dialogues, una iniciativa académica que aborda temas como el desarrollo, cultura, los negocios, la gobernanza y la democracia. Durante estas discusiones, Geovanny ha moderado los diálogos con el Secretario General de la Organización de los Estados Americanos, Luis Almagro; el presidente de la República Dominicana, Luis Abinader;el presidente de Costa Rica Carlos Alvarado; el expresidente de Colombia Álvaro Uribe Vélez;  el vicepresidente de El Salvador Félix Ulloa; la directora del Programa para Latinoamérica del Centro Internacional para Académicos Woodrow Wilson , Dra. Cynthia J. Arnson; la directora para América Latina del National Endowment for Democracy, Miriam Kornblith; el presidente de Diálogo Interamericano, Michael Shifter; la alcaldesa puertorriqueña María Mayita Meléndez; entre otros.
Vicente Romero ha trabajado como observador electoral internacional. Fue uno de los observadores durante el lanzamiento del primer monitoreo electoral basado en muestras de observación en los Estados Unidos, Observe DC, una iniciativa de la Universidad de Georgetown que surgió durante las elecciones de medio término de 2018. Geovanny ha observado elecciones en los Estados Unidos, El Salvador, República Dominicana, entre otros países. En febrero de 2019, observó las elecciones presidenciales en El Salvador a través de la misión de observación electoral de la Organización de los Estados Americanos. Es frecuente verlo analizando la democracia estadounidense, así como la latinoamericana y sus procesos electorales.

## Sociedad civil
En conjunto con la experta en políticas públicas, Eridania Bidó Fernández, así como otros colegas, Vicente Romero fundó el Centro de Políticas Públicas, Desarrollo y Liderazgo en la República Dominicana (CPDL-RD), en el año 2013. Desde la sociedad civil, los miembros de este centro de pensamiento promueven democracia e institucionalidad. Desde 2014, a través CPDL-RD, Vicente Romero ha tomado parte en los trabajos de representación nacional que cada año la Organización de Estados Americanos (OEA) realiza con la sociedad civil dominicana en el proceso de Consulta Nacional de la Sociedad Civil y Actores Sociales, previo a la Cumbre de las Américas que se celebra de manera anual en un país diferente de la región. En 2020, volvió a ser miembro de la Comisión del Nodo Anticorrupción de la OEA, para la República Dominicana.

## Análisis del caso Odebrecht
En el curso de la investigación del caso Odebrecht, nuevas evidencias salieron a la luz y quedó evidenciado que Odebrecht — la firma de construcción más grande de América Latina — había creado el anillo de sobornos más grande de la historia de la región. Luego de que la Operación Lava Jato terminó condenando a Marcelo Odebrecht a 19 años en prisión, varios países latinoamericanos abrieron sus propias investigaciones. En República Dominicana, el ex congresista Manuel Jiménez sometió una querella oficial en febrero del 2017. Jiménez, en parte basó su denuncia en el análisis del caso que Vicente Romero había hecho en su artículo sobre el escándalo de sobornos, sirviendo como evidencia propuesta para el caso. Vicente Romero destacó que la República Dominicana recibió la segunda mayor cantidad de dinero en sobornos, solo después de Venezuela. Mientras los fiscales continuaban sus investigaciones, el caso parecía involucrar altos funcionarios de diferentes gobiernos, incluyendo presidentes. Perú, por ejemplo, ordenó el arresto del expresidente Alejandro Toledo. Vicente Romero fue invitado por varias agencias internacionales de noticias a dar su análisis sobre el caso, entre estos medios de alcance masivo están la BBC, Radio Caracol, entre otros. Como resultado de la investigación en República Dominicana, cerca de una docena de altos funcionarios fueron arrestados el 29 de mayo de 2017.

## Vida personal
En 2019, Vicente-Romero se casó con Jennifer Miel, directora ejecutiva de asuntos del Medio Oriente y Turquía, así como del Consejo Empresarial de Estados Unidos y Turquía de la Cámara de Comercio de los Estados Unidos, el hogar de la relación comercial bilateral entre los Estados Unidos y Turquía. La pareja tiene un hijo, Marvin Alejandro Vicente Miel, nacido en noviembre de 2020.

## Publicaciones
Geovanny Vicente Romero ha colaborado con varios libros que abordan temas vinculados a la comunicación política, la gobernanza y la democracia en sentido general. 
•  Vicente-Romero, Geovanny. Participatory Budgeting Within the Framework of Open Government: Dominican Republic as a Case Study. (2022).  In Christophe Emmanuel Premat  (Ed.), Direct Democracy Practices at the Local Level.  IGI Global – Stockholm University, Sweden. ISBN 9781799873044. Collective work.
•  Vicente Romero, Geovanny. “Liderazgo político e integración regional frente al cambio climático: un desafío que amenaza el futuro de América Central y el Caribe”. (2021) La Región que viene: Miradas sobre Centroamérica. San Salvador – Iniciativa El País que viene, Sistema de Integración Centroamericana (SICA). Diego Echegoyen Rivera (Ed). EXOR Latam CA. ISBN 978-99961-87-09-04 Obra colectiva.
•  Vicente Romero, Geovanny. Giving Back When Most in Need(1ª edición). In L. J. Pentón Herrera & E. T. Trịnh (Eds.), Critical Storytelling: Multilingual Immigrants in the United States. Sense Publishers. 2020. ISBN 978-90-04-44618-2. Obra colectiva. 
•  Vicente Romero, Geovanny. Caso República Dominicana. Universo COMPOL: Universo de la Comunicación Política (1ª edición). Buenos Aires - Editorial EPYCA. 2020. ISBN 978-987-86-4728-9. Autora Nadia Brizuela. Obra colectiva.

## Distinciones
A lo largo de su trayectoria, Romero fue reconocido por distintas organizaciones:
2012
En 2012, fue seleccionado como uno de los «5 analistas de función pública más destacados», como resultado del primer Curso-Concurso realizado por el MAP —Ministerio de Administración Pública— y el INAP —Instituto Nacional de Administración Pública—.[cita requerida]
2018
En el año 2018, Vicente Romero hizo aparición en la lista de los «100 profesionales políticos más influyentes del 2018» en el marco de los premios Napolitan Victory, entregados por el consejo editorial de la revista Washington Compol.
2019
• Honrado con el título de «Hijo adoptivo de la ciudad de Azua» por el concejo municipal y por el alcalde de Azua, Rafael Hidalgo.
• Reconocido por sus contribuciones a los municipios de la República Dominicana por la Federación Dominicana de Municipios (FEDOMU).
• Elegido en los 100 profesionales políticos más influyentes del 2019 por la Revista Washington COMPOL.
• Nominado a la Columna Política del Año (CNN) por los Napolitan Victory Awards, 2019.
• Nombrado jurado de la lista anual del "Powermeter 100", una lista que se realiza con las 100 personas más influyentes en la comunidad latina.
2020
• Premio Nacional de la Juventud, a la «Superación Profesional».
• Miembro de la comisión del Nodo Anticurrupción de la OEA, para la República Dominicana.
• Nombrado miembro del Consejo Directivo de la ONG internacional Outreach306, con sede en Arizona y centros en República Dominicana y Nicaragua.
• Nombrado en la lista de los “COVID-19 Hispanic Heroes” del área DMV (Washington, Maryland y Virginia), de El Tiempo Latino, en el marco de la celebración del Mes de la Herencia Hispana de los Estados Unidos.
2021
• Nombrado Columna Política del Año (CNN) por los Napolitan Victory Awards, otorgado por The Washington Academy of Political Arts & Sciences, 2021.
2022
• Reconocido 2022 Global Top 100 Most Influential People of African Descent (MIPAD - Nueva York) - Política y Gobernanza (Clase de 2022)
• Reconocido como uno de los Campeones G100 He-For-She e invitado a unirse a este grupo como miembro asesor del Consejo Asesor Global (The Denim Club), en 2022
2023
• Nombrado uno de los "Líderes de color de la clase 2023", por la organización Leaders of Color, conjuntamente con 60 líderes de Luisiana, Memphis y Washington D. C.
2024
• Nombrado Voz de una Nueva Era de Líderes en Viena, Austria, como parte del movimiento global #LiderazgoRedefinido liderado por femalefactor.global, una comunidad global para una nueva era de mujeres líderes.